# Bismarckboeboekuil
De bismarckboeboekuil (Ninox variegata) is een vogel uit de familie Strigidae (Echte uilen).

## Verspreiding en leefgebied
Deze soort is endemisch op de Bismarck-archipel, een groep eilanden ten noordoosten van en behorend tot Papoea-Nieuw-Guinea en telt twee ondersoorten:
- N. v. superior: Lavongai.
- N. v. variegata: Nieuw-Ierland en Nieuw-Brittannië.